# Sant Romà de Sau
Sant Romà de Sau és una entitat de població del municipi de Vilanova de Sau, a la comarca d'Osona. L'antic nucli de la població va ser abandonat pels seus habitants i va quedar submergit quan el 1962 es va construir l'embassament de Sau que havia de cobrir l'antic poblat i també dues colònies tèxtils, el pont medieval i les masies pròximes al poble.

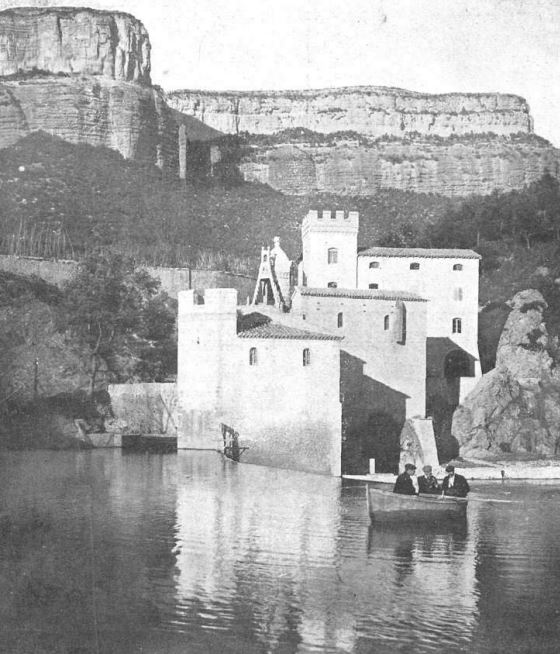
L'antic Molí de Sau el 1911

Els seus orígens situen l'antiga població de Sau en el segle X. Tot i ser un poble petit, comptava amb unes quantes masies, unes poques cases, un molí, una església romànica i un pont de finals del segle xiv. Aquest, amb cinc arcs, quatre pilastres i tres arcons, va ser el pont més notable dels que creuaven el riu Ter. El nombre màxim d'habitants ascendia a 1.138 persones l'any 1857, i en el moment de l'abandonament del poble la xifra havia quedat reduïda a unes 300. L'església vella, actualment mig enderrocada, sobresurt de les aigües del pantà en èpoques de sequera, fet que l'ha convertit en un punt d'atracció turística.
Arran de l'expropiació de terres per a la construcció de l'embassament el 1951, els habitants de Sau van anar marxant del nucli i va iniciar-se la formació de la nova població de Sant Romà en el Mas de l'Arbós, una finca situada en un turó prop de la vall inundada. Aquesta nova població la conformen una vintena de cases, on hi vivien tant els treballadors com els enginyers. El mateix any va començar a construir-se l'església nova al lloc on hi havia els habitatges dels enginyers i dirigents de les obres de l'embassament, amb plànols de l'arquitecte Josep Maria Pericas i Morros.
A més dels allotjaments (actualment estan en mal estat) i l'església també hi ha una escola i una caserna de la Guàrdia Civil, edificis que estan abandonats. El Bisbat de Vic és propietari de l'església i la seva rectoria, que mantenen la seva activitat i es conserven en bon estat, mentre que la població és propietat de l'Agència Catalana de l'Aigua. Segons les dades de l'Idescat del 2021, el nombre oficial d'habitants era de 38 persones.